# Черноморский судостроительный завод
Черноморский судостроительный завод (ЧСЗ; укр. Чорноморський суднобудівний завод) — закрытое украинское судостроительное предприятие, располагавшееся в городе Николаеве.
Крупнейшая верфь Украины, здесь были построены во времена СССР все авианесущие крейсеры Советского Союза (см. список авианосцев ВМФ СССР и России).
Последний собственник завода, ООО «Смарт Мэритайм Груп — Николаевская верфь» входило в группу «Смарт-Холдинг», контролируемую В. В. Новинским.

## История
В 1895 году основан завод «Наваль» (неофициально предприятие также называли Французским заводом), как бельгийское «Общество корабельных верфей, мастерских и плавилен».
25 сентября того же года начато строительства судостроительного, механического и литейного завода под названием «Анонимное общество судостроительных, механических и литейных заводов в городе Николаеве».
В октябре 1895 на смежном с заводом «Наваль» участке «Обществом механического производства в Южной России» началось строительство Черноморского механического и котельного завода (Черноморский завод). Завод должен был выпускать машины и котлы для судов и кораблей, строившихся в Николаеве для Черноморского флота.
- ноябрь 1896 года — открытие Черноморского завода.
- 21 октября 1896 года — открытие завода «Наваль».
- В 1898 году состоялось заключение контракта на изготовление и монтаж главных паровых машин, котлов и артиллерийских башен для строящегося на заводе Николаевского Адмиралтейства броненосца «Князь Потёмкин-Таврический».
- В 1899 — первая крупная политическая забастовка 700 рабочих котельного и мостостроительного цехов.Июль 1900 года
- 1901 год — заключение контракта на изготовление и монтаж главных паровых машин, котлов и артиллерийских башен для строящихся на заводе Николаевского Адмиралтейства броненосцев «Иоанн Златоуст», «Евстафий» и крейсера «Кагул». С этого времени завод становится основной машиностроительной базой для судостроительных заводов юга страны.
- Июль 1901 года — закладка эскадренного миноносца «Заветный»(сдан Черноморскому флоту в 1903 году. Остальные эсминцы типа «Лейтенант Пущин» («Завидный», «Задорный», «Звонкий» и «Зоркий») были построены в период с 1903 по 1905 годы.
- 1902 год — всеобщая забастовка рабочих завода.
- 1903 год — Черноморскому флоту сдан эскадренный миноносец «Заветный».
- 1904 год — построена дизель-компрессорной станция. Завершено внедрение в широких масштабах пневматической клёпки, сверловки, рубки и чеканки взамен ручных работ.
- 1905—1907 годы — неоднократные локальные и всеобщие забастовки, демонстрации и вооружённые столкновения с полицией и войсками, непрерывные массовые аресты бастующих и восставших рабочих.
- 1908 год — включение путём слияния акций Черноморского завода в состав завода «Наваль» и начало реконструкции завода.
- 1909 год — закладка первого в мире подводного минного заградителя «Краб». Окончена постройка и сданы Черноморскому флоту минные крейсеры "«Лейтенант Шестаков», «Капитан-лейтенант Баранов», «Лейтенант Зацаренный», «Лейтенант Пущин».
- 1910 год — строительство нового здания технической конторы и нового плаза.
- В 1911 году завод «Наваль» перешёл в собственность французского «Общества николаевских заводов и верфей» (ОНЗиВ). Он специализировался на изготовлении котлов и механизмов для броненосцев, строящихся в Николаевском адмиралтействе, а также на постройке миноносцев и минных крейсеров. В то время завод «Наваль» был единственным судостроительным предприятием на юге России, оборудованным современной техникой. [Цветков с.86] Окончание реконструкции стапеля № 1 и закладка линейного корабля «Императрица Екатерина Великая». Окончена постройка восьмого пролёта главного механического цеха (старо-турбинный участок), предназначенного для сборки паровых турбин.
- 1912 год — сооружение башенно-артиллерийского цеха на площадях, ранее занимавшихся мостостроительным цехом, технической конторой и столовой.
  - Всеобщая забастовка в знак протеста против ленского расстрела.
  - Переход завода под контроль Санкт-Петербургского международного коммерческого банка[2].
  - Окончание постройки зданий нового деревообрабатывающего комплекса.
- В 1913 году в связи с переходом значительной части акций завода в распоряжение Санкт-Петербургского международного коммерческого банка — французское «Общество николаевских заводов и верфей» было преобразовано в русское акционерное общество под тем же названием — ОНЗиВ. С учётом требований Морского министерства — «строить корабли по новым судостроительным программам только на русских заводах и руками русских рабочих» владельцы ОНЗиВ добились получения заказа на постройку ЛК «Екатерина II» и поставку турбин и котлов для ЛК «Императрица Мария» и «Император Александр III», строившихся на заводе «Руссуд», а также завод должен был построить четыре эскадренных миноносца типа «Дерзкий». [Цветков с.86]
  - Окончание сооружения Большого ковша с восточной набережной и пирсом.
  - Окончание постройки здания трубомедницкого цеха.
  - Сдача в эксплуатацию 150-тонного плавучего крана, поступившего из Дуйсбурга.
  - Ввод в эксплуатацию плавдока грузоподъёмностью 30 тыс. тонн, построенного заводом «Руссуд».

### С 1914 года
- 1914 год — заложен новейший линкор-дредноут Император Николай I. Окончание постройки и сдача флоту эскадренных миноносцев «Беспокойный», «Дерзкий», «Гневный», «Пронзительный».
- В июне 1915 года Черноморскому флоту был сдан первый в мире подводный минный заградитель «Краб» и новейший линкор «Императрица Екатерина Великая». Закончено строительство арматурного цеха (цех 25).
  - Внедрение разметки деталей корпуса по развёрткам с плаза по способу Симпсона-Егорова.
  - Начало постройки восьми эскадренных миноносцев типа «Новик».
  - Начато строительство четырёх подводных лодок типа «Барс».
- 7 января 1916 года рабочие завода начали забастовку, которая продолжалась до 24 февраля 1916 года и проходила под экономическими требованиями. 24 февраля 1916 года завод был временно закрыт, около 6 тыс. участвовавших в забастовке рабочих призвали в армию, но уже в конце марта 1916 года большинство из них было возвращено на завод для продолжения работ[3] До конца 1916 года была завершена постройка ново-турбинного участка и организовано производство паровых турбин. Закончено строительство инструментального цеха, прессового участка главной кузницы (гидравлический ковочный пресс усилием 3000 тонн установлен в 1912 году в недостроенном здании), здания электроремонтного цеха и мартеновского цеха (первая плавка в декабре 1916 года).
  - 5 октября — спуск на воду линкора Император Николай I.
- В марте 1917 года на заводе образован Исполнительный комитет рабочих и солдатских депутатов. Установление двоевластия.

С августа 1917 года началось создание отрядов Красной гвардии и организована ими охраны завода.
- В мае 1919 года проведена национализация завода.
- В 1921 году начались работы по восстановлению и модернизации поднятых затопленных кораблей и достройке кораблей, оставшихся на заводе и в других местах, в том числе двух подводных лодок типа «АГ», эскадренных миноносцев «Незаможник» («Занте»), «Петровский» («Корфу»), «Шаумян» («Левкас»), «Фрунзе», «Дзержинский» и др.
- В ноябре 1922 года название завода изменено на «Николаевские объединённые государственные заводы им. Марти и Бадина»[4]. В этом же году в 20 экземплярах вышел первый номер заводской многотиражной газеты «Гудок Наваля» и была открыта библиотека завкома профсоюза с фондом 1200 книг (к 1987 году в библиотеке более 250 000 книг).
- В 1923 году начались опытные работы по освоению электросварки.
- 4 ноября 1924 года название завода изменено на «Николаевские объединённые государственные заводы им. Андре Марти».
- 1925 год — на стапеле № 1 был заложен танкера «Эмбанефть» (первоначальное название «Красный Николаев»).
- 6 апреля 1926 года, постановлением президиума Всеукраинского ЦИК завод и группа работников награждены орденом Трудового Красного Знамени УССР[5] за досрочное выполнение правительственного задания по достройке и сборке четырёх подводных лодок типа АГ[6].
  - Август: Промышленное внедрение электросварки.
- 1927
  - Создание бюро строителей судов (БСС).
  - Прибытие на завод Председателя ВСНХ СССР В. В. Куйбышева, решившего вопросы загрузки завода на длительное время.
  - Преобразование участка главного механического цеха в самостоятельный судомонтажный цех (цех № 15).
  - Черноморскому флоту сдан крейсер «Червона Украина».
  - Создание деревообрабатывающего цеха (цех № 14), выделенного из корпусного цеха.
- В 1928 году начато производство серии малооборотных дизелей мощностью 1400 л. с. для своих танкеров и для других заводов отрасли.
- 1929 год — создание самостоятельного малярного цеха (цех № 41).
  - Создание Судотреста (с 1930 года — Главморпром) и включение завода в его состав.

### С 1930 года
- В 1930 году Черноморскому флоту были переданы подводные лодки типа «Декабрист».
- В 1932 году Черноморскому флоту сдан крейсер «Красный Кавказ».
  - Начало строительства серии цельносварных подводных лодок типа «М».
  - Ввод в эксплуатацию первого корпуса судомонтажного цеха. До 1932 года судомонтажный (44) цех помещался во временных деревянных строениях и в здании испытательной станции.
- 1933 год — создание цеха озеленения. Начало благоустройства территории завода.
  - 22 октября в корпусном цехе завода возник сильный пожар, в котором пострадали две находившиеся на ремонте в цехе подводные лодки. По утверждению органов ОГПУ СССР, это был поджог, организованной германской разведывательно-диверсионной группой. По делу было арестовано 28 человек.[7]
- 1934 год — ввод в эксплуатацию второго корпуса судомонтажного цеха и создание Конструкторского отдела.
- 1935 год — начало строительства крейсеров, эскадренных миноносцев, ледоколов, подводных лодок серии IX, XI, XIII для Тихоокеанского и Черноморского флотов и Севморпути.
  - Начало стахановского движения на заводе.
- 1936 год — организация цеха судовых паровых турбин и турбоагрегатов на площадях бывшего вагоностроительного цеха (цех № 26).
- 1937 год — создание достроечного цеха (цех № 34) и диспетчерского отдела.
- 7 февраля 1938 года судомонтажный цех разделён на три цеха: судомонтажный (цех № 44), трубомедницкий (цех № 45), жестяницкий (цех № 46).

В августе этого же года закончено строительство надводной части стапеля «О» и заложен Линкор «Советская Украина».
- - Окончание постройки нового здания и организация второго арматурного цеха (цех № 12). В 1949 году здание было восстановлено и передано РУ-1 (ПТУ-5).
  - Выделение из главного механического арматурного цеха (цех № 25).
  - Август: Строительство за 22 дня силами ремонтно-строительного цеха двухэтажного здания и вселение в него такелажно-парусного цеха (цех № 42). До этого времени являлся участком корпусного цеха (в послевоенный период в этом восстановленном здании помещается цех № 41).
  - Октябрь: Создание отдела главного технолога завода.
- 1939
  - Награждение орденами и медалями большой группы работников завода за успешное выполнение заданий правительства.
- 1940
  - Закончено строительство блока цехов.
  - Создано ФЗО-3 (в дальнейшем ПТУ-14).

### С 1941 года
- 1941
  - Июнь: Организация производства авиабомб, переправочных понтонов, а также форсирование строительства судов на стапеле и на плаву.
  - Август: Эвакуация всех кораблей, находившихся на плаву, уникального технологического оборудования, инструментов, ценных материалов и высококвалифицированных рабочих и ИТР. На второй день после оккупации Николаева предприятие было объявлено собственностью Германии и переименовано в «Южную верфь»[8].
- 1944
  - 28 марта: Покинувшие Николаев войска гитлеровской коалиции перед уходом полностью разрушили завод (из 784 зданий и сооружений сохранилось только два здания: здания медсанчасти и крепёжной мастерской, сейчас в нём станочный участок арматурно-крепёжного цеха).
  - Апрель: Начало восстановления завода силами особой строительно-монтажной части № 44 (ОСМЧ-44) и цехами завода.
  - сентябрь: начало занятий в РУ-1, ФЗО-3, ФЗО-7, судостроительном техникуме и кораблестроительном институте (во временных зданиях).
- 1945
  - октябрь: начало достройки кораблей, эвакуированных на период временной оккупации.

### После 1945 года
1947 год: внедрение рентгенографического контроля качества сварных соединений;
начало строительства новых цельносварных судов из плоскостных и объёмных секций. Внедрение в широких масштабах автоматизированных видов электросварки и газовой резки металлов.
1948 год: Введение системы подготовки производства планирования судостроения и снабжения на технологической основе путём применения планово-учётных единиц технологических комплектов и этапов.
- 8 февраля 1949 года завод награждён орденом Ленина, а 275 работников орденами и медалями за успешное выполнение заданий правительства и в связи с пятидесятилетием завода.  текст указа
  - 25 апреля: Разделение корпусного цеха на три: корпусообрабатывающий (цех № 17), корпусосборочный (цех № 18) и корпусно-стапельный (цех № 16).
  - Организация машиносчётной станции (МСС).
  - 7 декабря: создание второго судомонтажного цеха (цех № 40).

### С 1950 года
- 1950
  - Освоение процесса литья якорных цепей.
- 1951
  - Создание сборочно-сварочного цеха (цех № 11).
- 1951
  - Создание арматурно-крепёжного цеха (цех № 39).
- 1952
  - Создание корпусодостроечного цеха (цех № 12).
  - Создание второго малярного цеха (цех № 22).
  - Начало внедрения строительства судов среднего водоизмещения поточно-позиционным методом.
- 1953
  - Открытие на заводе филиала Николаевского судостроительного техникума.
  - Создание цеха комплектации (ликвидирован в 1962 году).
- 1954
  - Создание паропреобразовательных подстанций взамен паро-котельных.
  - Объединение кузнечно-прессового цеха со штамповочным (цех № 6).
- 1955
  - Строительство регазификационной станции пропан-бутана и подачи его цехам по трубопроводам.
  - Внедрение дробомётного способа очистки металла от окалины и ржавчины.
- 1956
  - Внедрение процесса литья якорных цепей целыми смычками (изобретение П. Т. Кузьмина).
  - Название завода изменено на «Николаевский судостроительный завод имени И. И. Носенко».
  - Организация подготовки производства и начало серийного строительства рыбопромысловых судов поточно-позиционным методом.
  - Внедрение способа вычерчивания плаза в масштабе 1:10.
  - Начало строительства китобойных баз проекта 392, сухогрузных судов проекта 567, научно-исследовательских судов и других плавбаз различного назначения.
- 1957
  - Июль: Упразднение Министерства судостроительной промышленности СССР и включение завода в состав Херсонского совнархоза, а в 1963 году — в состав Черноморского совнархоза.
- 1959
  - Создание Отдела главного сварщика.
- 1959—1960
  - Спроектировано, изготовлено и установлено 43 стационарных козловых крана, заменивших железнодорожные краны.

### С 1960 года
- 1960
  - Внедрение высокотехнологичной сваривающейся низколегированной стали для изделий корпусного литья.
- 1961
  - Внедрение ультразвуковой дефектоскопии. Внедрение предметной специализации участков и цехов на постройке единичных и малосерийных судов.
  - Постройка станции углекислого газа и подача газа цехам по трубам.
  - Замена сплошных наружных лесов местными подвесными этажерками, люльками и др.
- 1962
  - Внедрение в широких масштабах электросварки в среде CO2.
  - Замена твёрдого и жидкого топлива, а также привозного пропан-бутана природным газом (Шибилинского месторождения), подаваемым по магистральным трубам (газификации завода).
  - Перебазирование медсанчасти завода в трёхэтажное здание общей площадью 5400 м².
  - Начало строительства авианесущих крейсеров проектов 1123, 1143, 1143.3, 1143.4, 1143.5. Строительство продолжалось более тридцати лет.

1964 год:
- Начало строительства рыбопромысловых и сухогрузных судов и изделий машиностроения на экспорт.
- Перебазирование в новое здание инструментального цеха (цех № 10).

1965 год:
- Создание лаборатории НОТ. Начало систематической разработки планов научной организации труда.
- Упразднение совнархозов и подчинение завода министерству судостроительной промышленности СССР.
- 1966 год:
  - Окончание стадиона «Судостроитель».
  - Окончание строительства Западной и Южной набережной.

1967 год:
- Открытие Дворца культуры и техники завода.
- Организовано строительное управление хозспособа.
- Построено здание и организован учебный комбинат завода.
- Построен новый корпусообрабатывающий цех (цех № 17).

1968 год:
- Создан участок по производству огнестойких слоистых пластиков для деталей зашивки судовых помещений.
- Название завода изменено на «Черноморский судостроительный завод».
- Начало строительства кораблей особого назначения — проектов 394, 994, 10221, 1288.4. Строительство продолжалось более двадцати лет.

1969 год:
- Организация на заводе вычислительного центра (ВЦ).
- На площадях старого корпусообрабатывающего цеха организован цех металлоконструкций для судового машиностроения (цех № 3).

### С 1970 года
1970 год:
- Организация управления заводом по видам производств: судостроительного, машиностроительного, рыбопромысловых судов.
- Декабрь: Награждение завода орденом Октябрьской Революции за успешное выполнение пятилетнего плана и организацию новой техники.  текст указа
- Окончена постройка научно-исследовательского судна «Академик Сергей Королёв».
- Организация службы АСУП на базе ЦЛОЭ, ВЦ и МСС.
- Построены и введены в эксплуатацию очистные сооружения.

1971 год:
- Создание цеха технологического автотранспорта (цех № 28).

1972 год:
- Реорганизация цехов: первого малярного, деревообрабатывающего и модельного и образование цехов модельно-мебельного (цех № 1) и первого столярно-малярного (цех № 41).
- Окончена постройка здания инженерно-лабораторного корпуса (ИЛК). Перебазирование отделов заводоуправления в ИЛК.

1973 год:
- - Внедрение комплекса испытаний рыбопромысловых судов у стенки завода без выхода в море.
- 1974
  - Внедрение автоматизированной системы плазовотехнологической подготовки производства.
- 1975
  - Начало постройки серии сухогрузных судов типа «Атлантика» с горизонтальным способом подачи грузов.

1976 год:
- Создание и внедрение новой конструкции спускового устройства, механизирующего спусковые работы.
- Начало строительства нового жилого массива завода на намывной территории («Намыв»).

1977 год:
- Сентябрь: Награждение завода вторым орденом Ленина за успешное выполнение планов десятой пятилетки.

1978 год:
- Внедрение системы групповой гидравлики в конструкцию тележечных поездов для передвижки и накатки судов на плавдок.

1979 год:
- Внедрение технологии изготовления якорных цепей из проката с применением электросварки.
- Внедрение в широких масштабах агрегатированного монтажа механизмов, устройств и систем на постройке БМТР.
- Построен и введён в эксплуатацию цех крупнопанельного домостроения (цех № 47).

### С 1980 года
1980 год:
- Создание в арматурном цехе (цех № 25) специализированного участка обработки на станках с ЧПУ.

1981 год:
- Начало развития бригадных форм организации труда с оплатой за конечный результат.

1983 год:
- Создание совета бригадиров завода.
- Внедрение процесса оконтуровки секций и блоков с помощью оптических приборов.
- Завершение монтажа двух кранов Konecranes грузоподъёмностью по 900 тонн, реконструкции стапелей и начало внедрения крупноблочного строительства судов.

1984 год:
- Создание цеха автоматики (цех № 30).
- Внедрение транспортировки объёмных секций массой до 200 тонн автотрейлерами.

1985 год:
- Внедрение транспортировки объёмных секций массой до 200 тонн автотрейлерами.
- На северной набережной для подъёма и схода работающих установлены эскалаторы.

1986 год:
- Промышленное внедрение рекуперации электроэнергии в заводскую сеть при швартовных испытаниях.

1987 год:
- Создание рабочей группы по подготовке завода к внедрению хозрасчёта и самофинансирования.
- В Мисхоре построен и начал действовать восьмиэтажный первоклассный дом отдыха «Судостроитель» на 200 мест.
- В районе северной набережной построена и внедрена в эксплуатацию современная столовая на 860 мест.

1988 год:
- Создан совет трудового коллектива завода (СТК).
- Начало строительства новой набережной и подготовки территории для размещения комплекса монтажно-достроечных цехов.
- Включение в структурную схему управления заводом должности заместителя директора завода по экономике.
- Состоялась выставка «Опыт ЧСЗ» на ВДНХ.
- 25.11.1988 спущен на воду ТАКР «Рига», в последующем переименован в «Варяг», не достроен, продан в КНР.

1989 год:
- Февраль: Первым в области вступил в строй цех крупнопанельного домостроения. Первенец — 114 — квартирный жилой дом.
- Июнь: Заложен очередной траулер, которому присвоено имя Анатолия Ганькевича.
- ТАКР «Тбилиси» ушёл на испытания.
- Первая посадка самолётов Су-27, Су-25 и МиГ-29 на ТАКР «Тбилиси».

### С 1990 года
1991 год:
- Сдан ТАКР «Адмирал флота Советского Союза Кузнецов».
- На Украине создана судостроительная корпорация «Укрсудстрой», куда вошли такие предприятия и организации как ПО «ЧСЗ», ПО имени 61-го Коммунара, ЦКБ «Черноморсудопроект» и др.

1992 год:
- Резко сократились объёмы производства на заводе. Но завод выходит из тяжёлого положения, в сборочно-сварочном цехе изготавливаются секции для рефрижераторов завода имени 61 коммунара, секция траулеров для завода «Океан». 12 февраля была сдана ОТК и Регистру первая секция заказ 201.
- Вышло решение о порезке ТАКР «Ульяновск», находящегося на стапеле.
- Первый корабль ВМС Украины «Славутич», построенный черноморцами, поднял флаг и вышел на ходовые испытания.
- Первый диффузионный аппарат, изготовленный на ЧСЗ, отправился во Львовскую область в посёлок Красный на сахарный завод.
- Май: Открылся спорткомплекс на Намыве, построенный «ЧСЗ» для обслуживания заводчан и их семей.

1993 год:
- ЧСЗ подписал контракт с греческой компанией Avin International SA на строительство трёх танкеров.
- Июнь: На ЧСЗ побывали премьер-министр Украины Л. Д. Кучма и председатель Совета Министров РФ B. C. Черномырдин. Они побывали на ТАКРе «Варяг».
- Июль: На улице Крылова открылся новый магазин-салон «Наваль». В нём продаётся продукция народного потребления, выпускающаяся на ПО «ЧСЗ».
- В Коблево на заводской базе отдыха открыт новый современный корпус, рассчитанный на отдых 250 черноморцев и членов их семей в один заезд.

1994 год:
- Спущен на воду первый танкер-продуктовоз Kriti Amber, строящийся по заказу греческой компании Avin International SA.

1995 год:
- 11 февраля: Сошёл со стапеля на воду Kriti Amethyst — второй танкер, строящийся по заказу греческой компании Avin International SA.
- Сдан головной танкер-продуктовоз Kriti Amber для греческой компании Avin International SA[9].

1996 год:
- Сдан второй танкер-продуктовоз Kriti Amethyst для греческой компании Avin International SA[10].
  - Сдан третий танкер-продуктовоз Platinum для греческой компании Avin International SA[11].

1997 год:
- Достройка и сдача четвёртого танкера-продуктовоза Pearl для греческой компании Avin International SA[12].
- На стапеле строится и готовится к спуску пятый танкер-продуктовоз Theodoros для греческой компании Avin International SA (сдан в 1999 году[13]).

### С 2000 года
2002: сдан шестой танкер-продуктовоз Nicos для греческой компании Avin International SA.
В 2003 году Черноморский судостроительный завод исключён из списка стратегических предприятий, не подлежащих продаже; начались переговоры о продаже предприятия. 

С 2005 года это предприятие занималось арендой своих площадей для фирм, подрядчиков, ремонтирующих суда. Из 40 тыс. работников осталось чуть более 2 тыс. человек (в основном администрация).
2010: достройка и модернизация траулера проекта 1288 типа «Пулковский меридиан» по техническому заданию «Преображенская база тралового флота» (ПБТФ).
В 2018 году хозяйственный суд Николаевской области признал банкротом ПАО «Черноморский судостроительный завод».
В том же году завод был продан за 120 млн гривен (4,2 млн долл.)[уточнить].
В июле 2021 хозяйственный суд Николаевской области утвердил отчёт об окончательной ликвидации ПАО «Черноморский судостроительный завод», которое за несколько лет до этого признали банкротом. Была завершена вся хозяйственная и предпринимательская деятельность ЧСЗ, а также все технологические циклы деятельности предприятия. У завода не осталось никакого имущества, всё оно инвентаризировано и распродано, а полученные от реализации средства направили на погашение долгов. Все сотрудники уволены, печать предприятия уничтожена.

## Продукция
| № п/п                            | Назначение                   | Количество, ед. | Примечание                        |
| -------------------------------- | ---------------------------- | --------------- | --------------------------------- |
| Построено до 1917 года           |                              |                 |                                   |
| 1.                               | Линейный корабль             | 1 (+1 строился) | технические данные не сохранились |
| 2.                               | Крейсеры                     | 2               | технические данные не сохранились |
| 3.                               | Миноносцы                    | 24              | технические данные не сохранились |
| 4.                               | Подводные лодки              | 3               | технические данные не сохранились |
| 5.                               | Подводный минный заградитель | 1               | технические данные не сохранились |
| 6.                               | Землечерпалки                | 3               | технические данные не сохранились |
| 7.                               | Различные другие суда        | 72              | технические данные не сохранились |
| Итого                            | Итого                        | 106             | технические данные не сохранились |
| Построено в период 1917—1941 гг. |                              |                 |                                   |
| 8.                               | Крейсеры                     | 6               | технические данные не сохранились |
| 9.                               | Эсминцы                      | 17              | технические данные не сохранились |
| 10.                              | Лидеры эсминцев              | 4               | технические данные не сохранились |
| 11.                              | Сторожевики                  | 4               | технические данные не сохранились |
| 12.                              | База подводных лодок         | 1               | технические данные не сохранились |
| 13.                              | Средние подлодки             | 21              | технические данные не сохранились |
| 14.                              | Малые подлодки               | 43              | технические данные не сохранились |
| 15.                              | Военный транспорт            | 4               | технические данные не сохранились |
| 16.                              | Танкеры                      | 11              | технические данные не сохранились |
| 17.                              | Ледоколы                     | 2               | технические данные не сохранились |
| Итого                            | Итого                        | 113             |                                   |

| № п/п                            | Назначение                                                          | № проекта                       | Водоизмещение, т                | Количество, ед. | Примечание                       |
| -------------------------------- | ------------------------------------------------------------------- | ------------------------------- | ------------------------------- | --------------- | -------------------------------- |
| Построено в период 1948—1997 гг. |                                                                     |                                 |                                 |                 |                                  |
| 1. КОРАБЛИ                       |                                                                     |                                 |                                 |                 |                                  |
| 18.                              | Подводные лодки                                                     | сер.9                           | 837                             | 1               |                                  |
|                                  |                                                                     | 613                             | 1050                            | 72              |                                  |
| 19.                              | Крейсеры лёгкие                                                     | 68 к                            | 15000                           | 2               |                                  |
|                                  |                                                                     | 68-бис                          | 15120                           | 3               |                                  |
|                                  |                                                                     | 68-бис                          | 15120                           | 1               | «Адмирал Корнилов» (не достроен) |
| 20.                              | Крейсеры тяжёлый                                                    | 82                              | 50000                           | 1               | «Сталинград» (не достроен)       |
| 21.                              | Плавбазы ремонтно-технические                                       | 310                             | 3500                            | 7               |                                  |
|                                  |                                                                     | 323                             | 4000                            | 2               |                                  |
|                                  |                                                                     | 323 А                           | 4090                            | 1               |                                  |
|                                  |                                                                     | 323 Б                           | 4340                            | 1               |                                  |
|                                  |                                                                     | 323 В                           | 4340                            | 1               |                                  |
|                                  |                                                                     | 1798                            | 4046                            | 1               |                                  |
|                                  |                                                                     | 1886                            | 8310                            | 7               |                                  |
|                                  |                                                                     | 1886 Э                          | 8350                            | 1               |                                  |
|                                  |                                                                     | 1886 У                          | 7980                            | 2               |                                  |
|                                  |                                                                     | 2020                            | 13900                           | 3               |                                  |
|                                  |                                                                     | 2001                            | 4050                            | 1               |                                  |
| 22.                              | Морской ракетовоз                                                   | 323 В                           | 4045                            | 1               |                                  |
| 23.                              | Корабли особого назначения                                          | 394 Б                           | 4350                            | 4               |                                  |
|                                  |                                                                     | 994                             | 4280                            | 2               |                                  |
| 24.                              | Корабли специального назначения                                     | 1288. 4                         | 5830                            | 1               |                                  |
| 25.                              | Плавмастерские                                                      | 725                             | 4750                            | 3               |                                  |
|                                  |                                                                     | 725 А                           | 5950                            | 2               |                                  |
| 26.                              | Разведывательный корабль                                            | 10221                           | 5620                            | 1               |                                  |
| 27.                              | Морской кабелеукладчик                                              | МКУ-01                          | 1144                            | 1               |                                  |
| 28.                              | Авианесущие крейсеры                                                | 1123                            | 14400                           | 2               | «Москва» «Ленинград»             |
|                                  |                                                                     | 1143                            | 39700                           | 1               | «Киев»                           |
|                                  |                                                                     | 1143.2                          |                                 | 1               | «Минск»                          |
|                                  |                                                                     | 1143.3                          | 42440                           | 1               | «Новороссийск»                   |
|                                  |                                                                     | 1143.4                          | 44490                           | 1               | «Баку»                           |
|                                  |                                                                     | 1143.5                          | 45500                           | 1               | «Тбилиси»                        |
|                                  |                                                                     | 1143.5                          | 45500                           | 1               | «Варяг» (не достроен)            |
|                                  |                                                                     | 1143.7                          | 72000                           | 1               | «Ульяновск» (не достроен)        |
| 2. СУДА                          |                                                                     |                                 |                                 |                 |                                  |
| 29.                              | Нефтетанкеры                                                        | 563                             | 16250                           | 13              |                                  |
| 30.                              | Сухогрузы                                                           | 564                             | 10250                           | 6               |                                  |
|                                  |                                                                     | 567                             | 22225                           | 5               |                                  |
|                                  |                                                                     | 594                             | 18500                           | 2               |                                  |
|                                  |                                                                     | 595                             | 18500                           | 8               |                                  |
|                                  |                                                                     | 1568                            | 23000                           | 22              |                                  |
|                                  |                                                                     | 1609                            | 43460                           | 4               |                                  |
| 31.                              | Траулеры                                                            | 394                             | 3510                            | 194             |                                  |
|                                  |                                                                     | 394 А                           | 3675                            | 75              |                                  |
|                                  |                                                                     | 394 АМ                          | 3800                            | 83              |                                  |
|                                  |                                                                     | 1288                            | 5600                            | 108             |                                  |
|                                  |                                                                     | 1288.3                          | 5610                            | 7               |                                  |
|                                  |                                                                     | 1288.3 М                        |                                 | 3               |                                  |
| 3. СПЕЦИАЛЬНЫЕ СУДА              |                                                                     |                                 |                                 |                 |                                  |
| 32.                              | Научно-экспедиционные                                               | 224                             | 3200                            | 2               |                                  |
| 33.                              | Научно-поисковые                                                    | 399                             | 3810                            | 1               |                                  |
| 34.                              | Китобазы                                                            | 392                             | 45000                           | 2               |                                  |
| 35.                              | Плавучий измерительный комплекс                                     | 1908                            | 20700                           | 1               |                                  |
| 36.                              | Плавстенд                                                           | 18530                           |                                 | 1               |                                  |
| 37.                              | Танкеры-продуктовозы                                                | 17012                           | 45000                           | 3               |                                  |
| 4. ВСПОМОГАТЕЛЬНЫЕ СУДА          |                                                                     |                                 |                                 |                 |                                  |
| 38.                              | Буксиры                                                             | 1454                            | 1630                            | 1               |                                  |
| 5. НЕСАМОХОДНЫЕ СУДА             |                                                                     |                                 |                                 |                 |                                  |
| 39.                              | Понтоны                                                             |                                 | г/п 400 т.                      | 4               |                                  |
|                                  |                                                                     |                                 | г/п 200 т.                      | 31              |                                  |
|                                  |                                                                     |                                 | г/п 80 т.                       | 10              |                                  |
| 40.                              | Баржи                                                               |                                 | г/п 700 т.                      | 1               |                                  |
|                                  |                                                                     |                                 | г/п 500 т.                      | 5               |                                  |
|                                  |                                                                     |                                 | г/п 250 т.                      | 26              |                                  |
|                                  |                                                                     |                                 | г/п 200 т.                      | 2               |                                  |
| 41.                              | Технологические плавсредства и инженерно-технические плавсооружения |                                 | г/п от 100 до 1600 т.           | 16              |                                  |
| 42.                              | Ботопорт стапеля 0                                                  |                                 | г/п 380 т.                      | 1               |                                  |
| 43.                              | Понтон-проставки для авианосцев                                     |                                 |                                 | 4               |                                  |
| 6. ДОКИ                          |                                                                     |                                 |                                 |                 |                                  |
| 44.                              | Плавдоки                                                            | 28                              |                                 | 12              |                                  |
| Итого с начала основания завода  | Итого с начала основания завода                                     | Итого с начала основания завода | Итого с начала основания завода | 1004 ед.        |                                  |

## Директора
- 1895 — Первый директор — шотландец Э. Г. Гаррис
- 1896—1897 — Л. Г. Роланд
- 1898—1899 — Николай Николаевич Беклемишев
- 1900—1909 — Иоаким Самуилович Каннегиссер
- 1909—1912 — Николай Иванович Дмитриев
- 1912—1918 — Борис Александрович Юренев
- 1919 — И. Плосконный
- 1920 — Матвеев
- 1920—1925 — Сергей Александрович Степанов
- 1925—1927 — Николай Щербина
- 1927—1930 — Дмитрий Велигура
- 1931 — Митрофан Кухта
- 1931—1934 — Пантелей Старущенко[21]
- 1934 — Эрнест Францевич Кужелло[22]
- 1934—1937 — Сергей Александрович Степанов
- 1937—1938 — Ассир Гайзер[23]
- 1939—1941 — Александр Васильевич Самарин
- 1941—1944 — Владимир Львович Селезнёв
- 1944 — Борис Евгеньевич Клопотов
- 1944—1949 — Александр Васильевич Самарин
- 1949—1952 — Владимир Фёдорович Ивочкин
- 1952—1954 — Виктор Михайлович Орешкин
- 1954—1956 — Иван Степанович Прибыльский
- 1956—1959 — Захар Григорьевич Сгибнев
- 24 апреля 1959—1979 — Анатолий Борисович Ганькевич
- 1979—1993 — Юрий Иванович Макаров
- 1993—1996 — Игорь Николаевич Овдиенко
- 1996—2002 — Тихоненко Игорь Павлович
- 2002—2004 — Вячеслав Полтавцев
- 2004 — Александр Михайлович Сагайдаков
- 2007 — Александр Михайлович Сагайдаков
- 2007—2009 — Илья Григорьевич Горн
- 2009—2010 — Дмитрий Николаевич Мордовенко
- 2010—2014 — Валерий Николаевич Калашников
- 2014 — Александр Викторович Остапенко

## Награды
- Орден Трудового Красного Знамени Украинской ССР (1930)
- орден Ленина (1949)
- орден Ленина (1977)
- орден Октябрьской Революции (1970)
- Юбилейный почётный знак в ознаменование 50-летия образования Союза ССР[24] (1972)

23 ноября 2020 года со стены возле главной проходной завода были демонтированы металлические конструкции, изображающие четыре ордена, которыми ЧСЗ был награждён в годы советской власти.